# Собор Святого Павла (Мельбурн)
Мельбурнський собор святого Павла (Сент-Пол) (англ. St Paul's Cathedral, Melbourne) — англіканський (Англіканська Церква Австралії) храм в австралійському місті Мельбурні, кафедральний і найбільший англіканський собор країни, престольний храм архієпископа Мельбурна і глави англіканської митрополії в провінції Вікторія.
Розташований у мельбурнському середмісті на розі вулиць Свенсон-стріт і Фліндерс-стріт. На цьому ж перехресті по діагоналі від собору розташований найбільший центральний міський залізничний вокзал Фліндерс-Стріт-Стейшн. Навпроти собору — комплекс будівель площі Федерації.

## Історія та опис
Попри те, що в колоніальній Вікторії не було державної церкви, дуже значну частину місцевого населення становили англіканці, відтак Англійській церкві (як тоді іменувалась Англіканська церква) було надано найкраще місце в щойно заснованому Мельбурні для будівництва головного храму. Насправді са́ме на цьому місці правили перші богослужіння в Мельбурні з моменту заснування міста в 1835 році.

На літографії Мельбурна з Мосту Принців (1862) праворуч зображена стара церква св. Павла

Першу муровану парафіяльну церкву святого Павла почали зводити в 1848 році (до того тут розташовувався ринок).
У зв'язку із швидким зростанням Мельбурна перший храм святого Павла був розібраний уже в 1885 році, і на його місці постав новий собор, який став кафедральним, замінивши попередній кафедральний собор святого Якова. 

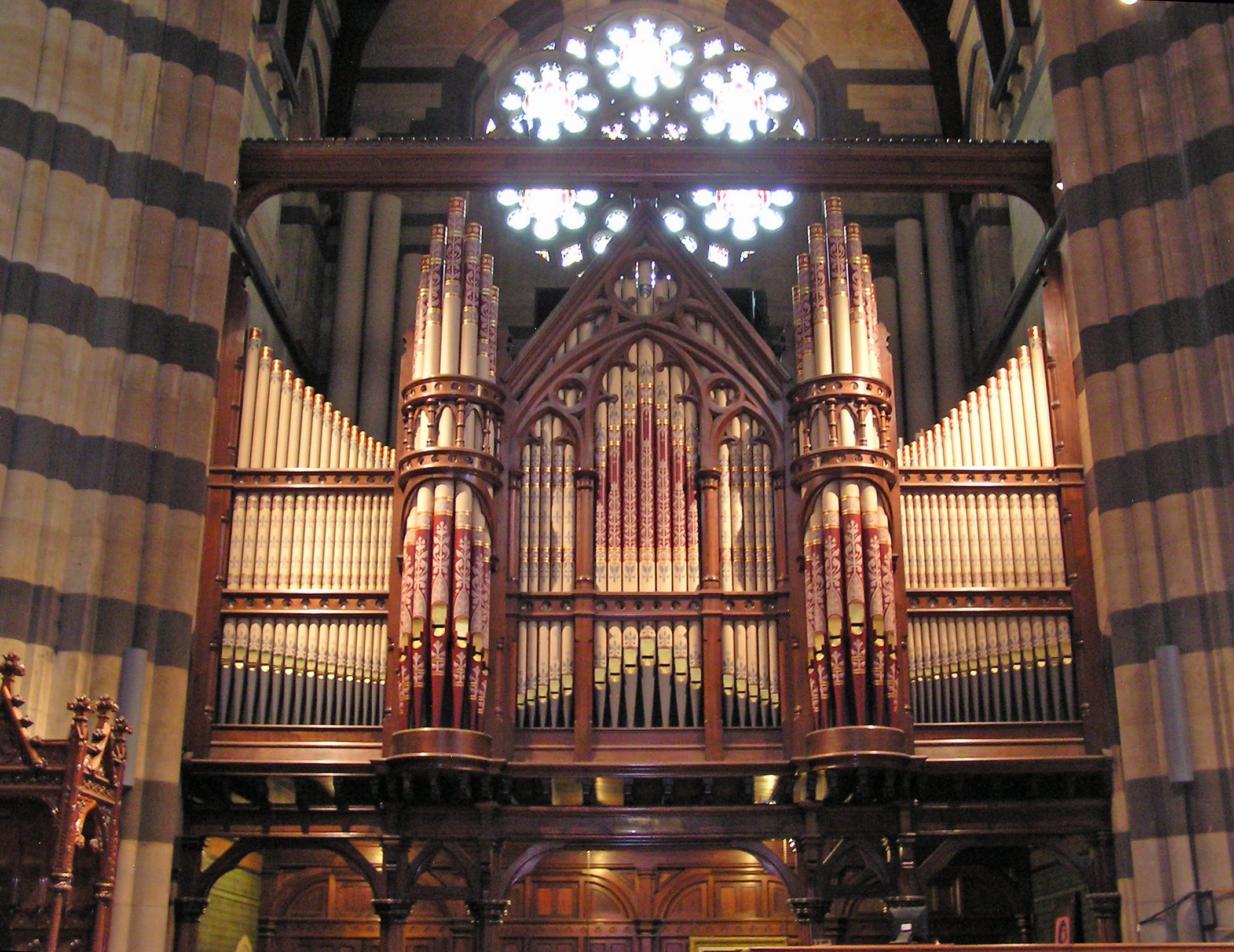
Орган собору

Собор святого Павла у Мельбурні побудований у неоготичному стилі. Автором проекту культової споруди був відомий англійський архітектор Вільям Баттерфілд. Наріжний камінь у підвалину собору був закладений у 1880 році. Проектант храму так ніколи й не побував на місці будівництва, і процес побудови собору часто затягувався через розбіжності, які виникали між церковною владою Мельбурна і архітектором, який перебував у Лондоні. В 1884 році Баттерфілд подав у відставку, і зведення собору було завершено місцевим архітектором Джозефом Рідом.
На момент зведення мельбурнський собор святого Павла був найвищою спорудою в місті, і його було видно практично з будь-якої його точки. Через бурхливе будівництво висотних будівель у XX столітті, вигляд собору з багатьох боків був перекритий. З будівництвом комплексу на площі Федерації деякі будівлі, що закривали вид на собор, були демонтовані. 
На відміну від більшості висотних будівель, зведених у Мельбурні в цей період, у будівництві собору святого Павла був використаний не місцевий вапняк, а привезений з Нового Південного Уельсу пісковик, що надало культовій споруді теплих жовтаво-коричневих відтінків, завдяки чому собор святого Павла сильно вирізняється від більшості місцевих будівель традиційного сіро-синього кольору. 
Собор святого Павла у Мельбурні був освячений 22 січня 1891 року, однак башта і шпиль не були закінчені аж до 1926 року. У зв'язку з цим, що вежа була побудована на тридцять років пізніше основної будівлі, — для її будівництва використовувався інший камінь, відтак вона дещо відрізняється за кольором від решти споруди. Шпиль собору вважається другим за висотою у світі серед англіканських церков, поступаючись лише шпилю собору в Солсбері.
Орган для мельбурнського собору святого Павла був доставлений з Англії і вважається однією з найкраще збережених робіт знаменитого майстра органів Томаса Крістофера Льюїса. Це один з найбільших органів у світі, побудованих у XIX столітті. 
У 1986 році Папа Римський Іван-Павло II відвідав англіканський собор святого Павла у Мельбурні в рамках діалогу між англіканською та римсько-католицькою громадами Мельбурна. 
У 1990-х роках постійною вібрацією, викликаною рухом транспорту в центрі Мельбурна, собору, й особливо вежі та шпилю, було завдано значних конструктивних пошкоджень. Для реставрації культової споруди був зорганізований спеціальний фонд, який зібрав 18 000 000 австралійських доларів, що дозволило виконати роботи з відновлення шпиля і внутрішнього оздоблення храму.